# Braniștea (okręg Gałacz)
Braniștea – wieś w Rumunii, w okręgu Gałacz, w gminie Braniștea. W 2011 roku liczyła 2398 mieszkańców.